# 놀리 쏜턴
놀리 쏜턴(Noley Thornton, 1983년 12월 30일 ~ )은 미국의 배우, 텔레비전 배우, 영화배우이다.
미국에서 태어났다.

## 영화
- 영혼의 사랑 (1991년)
- 다니엘 스틸 - 사랑의 변주곡 (1990년)
- 비버리힐즈의 아이들 (1990년)